# Teisuke Tanaka
Teisuke Tanaka (Shinjitai: 田中 楨助 Teisuke Tanaka?)  (13 de abril de 1937 - 23 de febrero de 2015) fue un piloto de motociclismo japonés, que compitió en pruebas del Campeonato del Mundo de Motociclismo desde 1959 hasta 1965. Formó parte de la primera generación de pilotos que Honda, por primera vez en su historia, envió a Europa en 1959 para competir en el Mundial de velocidad.

## Biografía
Su primera presencia se registra en el TT Isla de Man de 1959 donde todavía no obtiene puntos al acabar en octavo lugar. El fabricante de motocicletas japonés presentó a su equipo de la próxima edición de lo que era en ese momento una de las carreras más famosas del mundo y desde allí comenzó la participación de Tanaka en las diversas pruebas del campeonato. Al final de su carrera, había conseguido una victoria en el Gran Premio de las Naciones de 1962 de 125 cc y tres podios más.
A menudo se le confunde con el casi homónimo Kenjiro Tanaka, piloto oficial de Honda que también compitió en la clase 250, ganando el primer podio en su historia para el fabricante japonés, con motivo del GP de Alemania de 1960.

## Resultados

### Campeonato del Mundo de Motociclismo
Sistema de puntuación desde 1950 hasta 1968:
| Posición | 1 | 2 | 3 | 4 | 5 | 6 |
| Puntos   | 8 | 6 | 4 | 3 | 2 | 1 |

(Carreras en negrita indica pole position; carreras en cursiva indica vuelta rápida)
| Año  | Cat.  | Moto   | 1     | 2       | 3     | 4     | 5     | 6     | 7     | 8       | 9       | 10      | 11    | 12      | Pts. | Pos. |
| ---- | ----- | ------ | ----- | ------- | ----- | ----- | ----- | ----- | ----- | ------- | ------- | ------- | ----- | ------- | ---- | ---- |
| 1959 | 125cc | Honda  |       | IOM 8   | GER - | NED - |       | SWE - | ULS - | NAT -   |         |         |       |         | 0    | -    |
| 1960 | 125cc | Honda  | IOM 9 | NED -   | BEL - |       | ULS - | NAT - |       |         |         |         |       |         | 0    | -    |
| 1960 | 250cc | Honda  | IOM - | NED Ret | BEL - | GER 3 | ULS - | NAT - |       |         |         |         |       |         | 4    | 9.º  |
| 1961 | 125cc | Honda  | ESP - | GER -   | FRA - | IOM - | NED - | BEL - | RDA - | ULS 7   | NAT 2   | SWE Ret | ARG - |         | 6    | 9.º  |
| 1961 | 250cc | Honda  | ESP - | GER -   | FRA - | IOM - | NED - | BEL - | RDA - | ULS Ret | NAT 7   | SWE -   | ARG - |         | 0    | -    |
| 1962 | 50cc  | Honda  | ESP - | FRA -   | IOM - | NED - | BEL - | GER - |       | RDA 7   | NAT Ret | FIN 5   | ARG - |         | 2    | 13.º |
| 1962 | 125cc | Honda  | ESP - | FRA -   | IOM - | NED - | BEL - | GER - | ULS 4 | RDA -   | NAT 1   | FIN Ret | ARG - |         | 11   | 7.º  |
| 1962 | 250cc | Honda  | ESP - | FRA -   | IOM - | NED - | BEL - | GER 3 | ULS - | RDA -   | NAT -   |         | ARG - |         | 4    | 16.º |
| 1963 | 125cc | Honda  | ESP - | GER -   | FRA - | IOM - | NED - | BEL - | ULS - | RDA -   | FIN -   | NAT -   | ARG - | JPN Ret | 0    | -    |
| 1964 | 125cc | Suzuki | USA - | ESP -   | FRA - | IOM - | NED - |       | GER - | RDA -   | ULS -   | FIN -   | NAT - | JPN 4   | 3    | 18.º |
| 1965 | 125cc | Honda  | USA - | ALE -   | ESP - | FRA - | IOM - | NED - | BEL - | CZE -   | ULS -   | FIN -   | NAT - | JAP Ret | 0    | -    |